# ولفرامز-اشنباخ
شهر ولفرامز-اشنباخ (به آلمانی: Wolframs-Eschenbach) در ایالت بایرن در کشور آلمان واقع شده‌است.